# 2 cm KwK 30

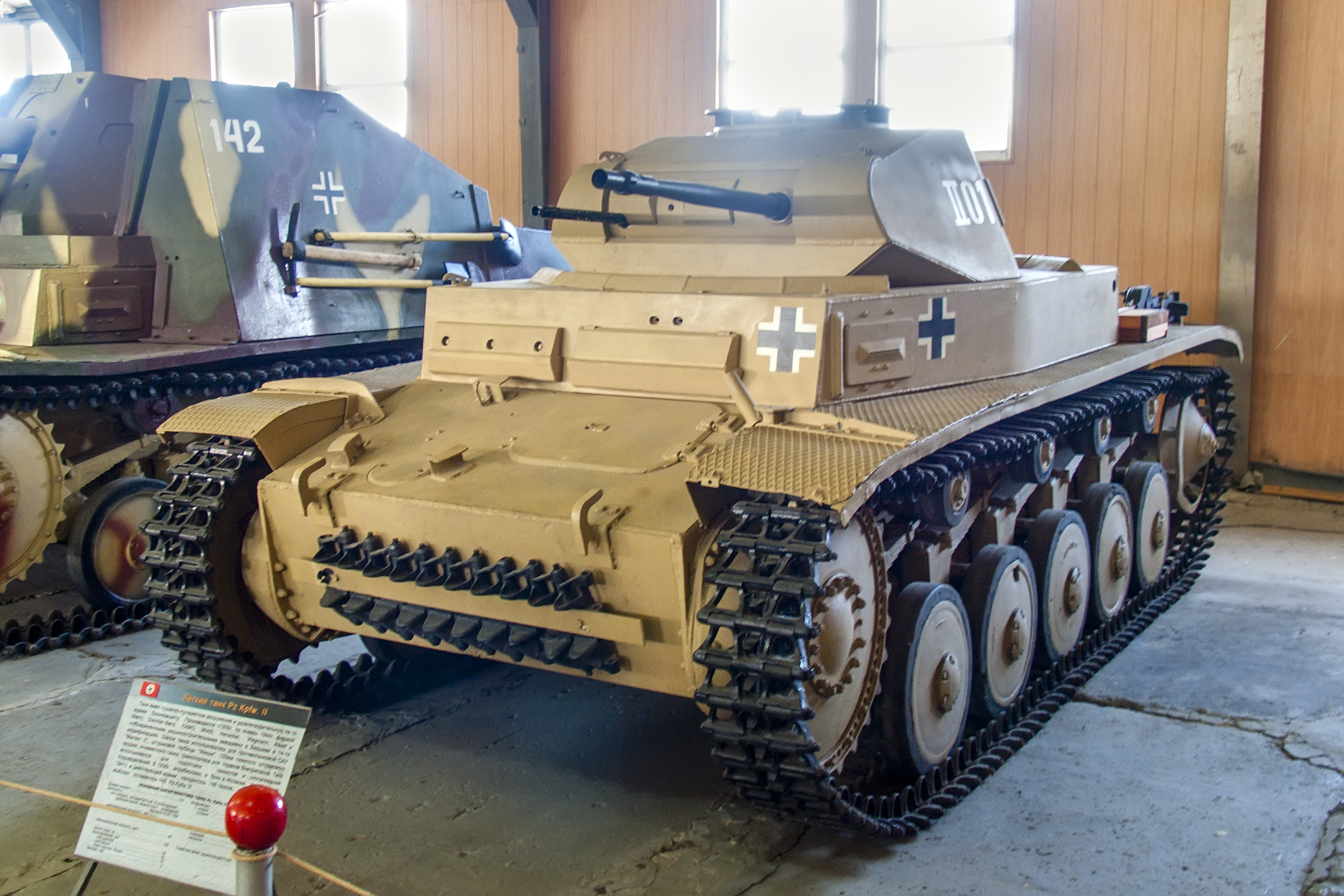
Німецький легкий танк Panzer II з гарматою 2-cm-KwK 30 в бронетанковому музеї в Кубинці

KwK 30 (нім. 2 cm Kampfwagenkanone 30) — 20-мм автоматична танкова гармата розробки та виробництва німецьких компаній Mauser/Rheinmetall, яку використовували у танкових та моторизованих військах вермахту протягом Громадянської війни в Іспанії та за часів Другої світової війни. Вона була основним озброєнням легкого танка Panzer II та низки бронеавтомобілів різного типу й призначення.

## Зміст
20-мм автоматична танкова гармата KwK 30 була розроблена в 1934 році німецькими зброярами компанії Rheinmetall на основі конструкції зенітної автоматичної гармати FlaK 30, як основне озброєння легкого танка Pz.Kpfw. II. Деякі варіанти Pz.Kpfw. II Ausf. F озброювалися покращеною версією гармати — KwK 38, — що відрізнялася меншою масою (56 кг) і більш високою швидкострільністю (450 постр/хв).
Гармата KwK 30 (38) мала відмінну точність, але явно недостатню бронепробивність, розраховану на танки міжвоєнного періоду, які мали слабке бронювання, що виявилося незабаром після початку війни проти СРСР, коли Pz.Kpfw. II довелося зустрітися з Т-34. Стан справ намагалися виправити введенням у боєкомплект підкаліберного боєприпасу із сердечником з карбіду вольфраму, але цей захід себе не виправдав. Проте, KwK 30 (38) могла досить ефективно застосовуватися проти піхоти, обслуги артилерійських гармат та слабкоброньованої техніки. На відміну від аналогічної радянської гармати ТНШ-20, гармата KwK 30 могла стріляти одиночними пострілами з високою точністю.
До кінця 1942 року більшість озброєних цими гарматами танків Pz.Kpfw. II були виведені з передової і передані до навчальних частин і на другорядні фронти. Виробництво Pz.Kpfw. II з KwK 30 (38) було припинено в 1943 році.

## Застосування
- Sd.Kfz. 121/ Panzerkampfwagen II
- Sd.Kfz. 123/ Aufklärungspanzer «Luchs»
- Sd.Kfz. 222/ Leichter Panzerspähwagen (2 cm)
- Sd.Kfz. 231/ Schwerer Panzerspähwagen 6-Rad, 8-Rad
- Sd.Kfz. 232/ Schwerer Panzerspähwagen (Fu) 6-Rad, 8-Rad
- Sd.Kfz. 179/ Bergepanther

## Зброя схожа за використанням, ТТХ та часом застосування
- 20-мм автоматична гармата Breda 20/65 Mod. 1935
- ТНШ-20
- 25-мм протитанкова гармата Hotchkiss
- 20-мм автоматична гармата Polsten
- 20-мм автоматична гармата Madsen